# مدرسه ناصری

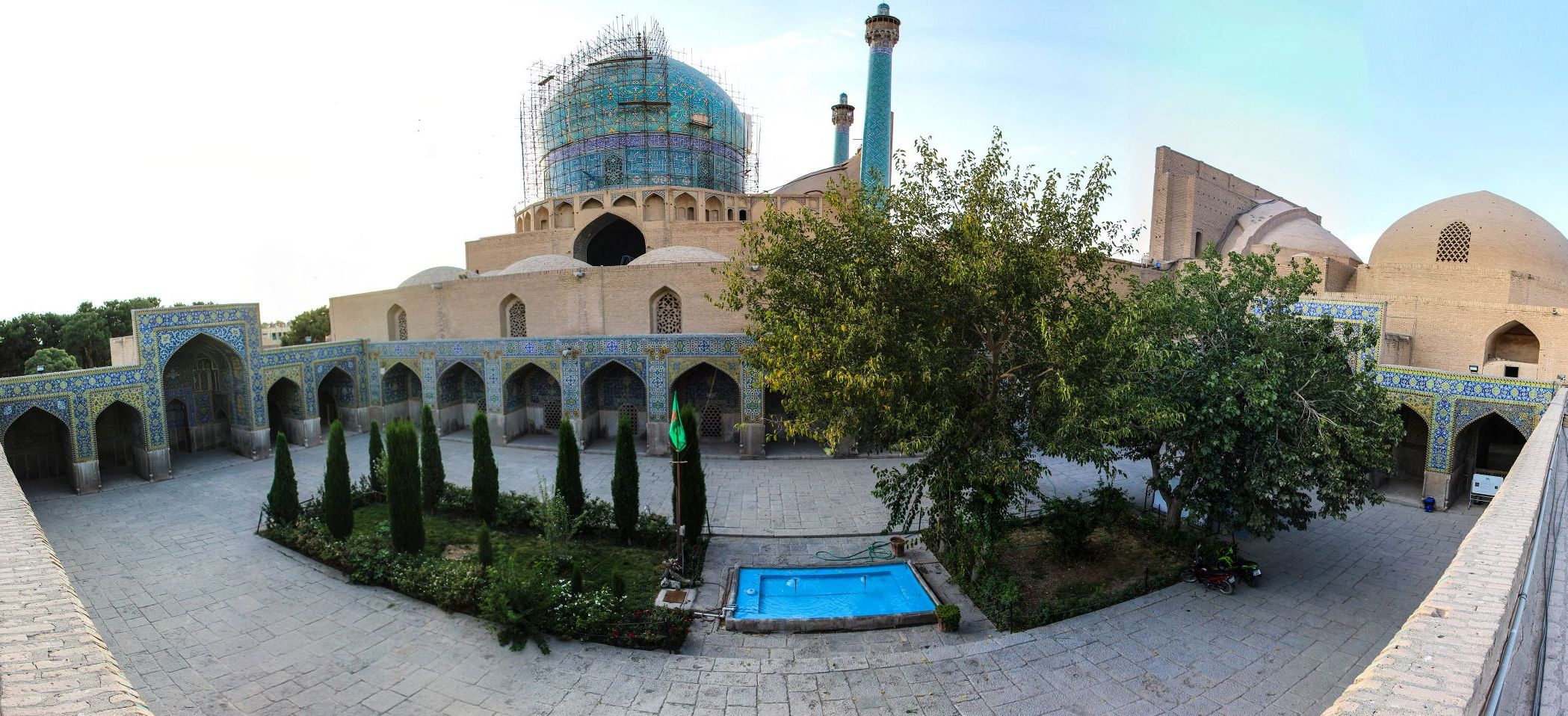
تصوير سراسرنما از مدرسه ناصريه و گنبد مسجد امام

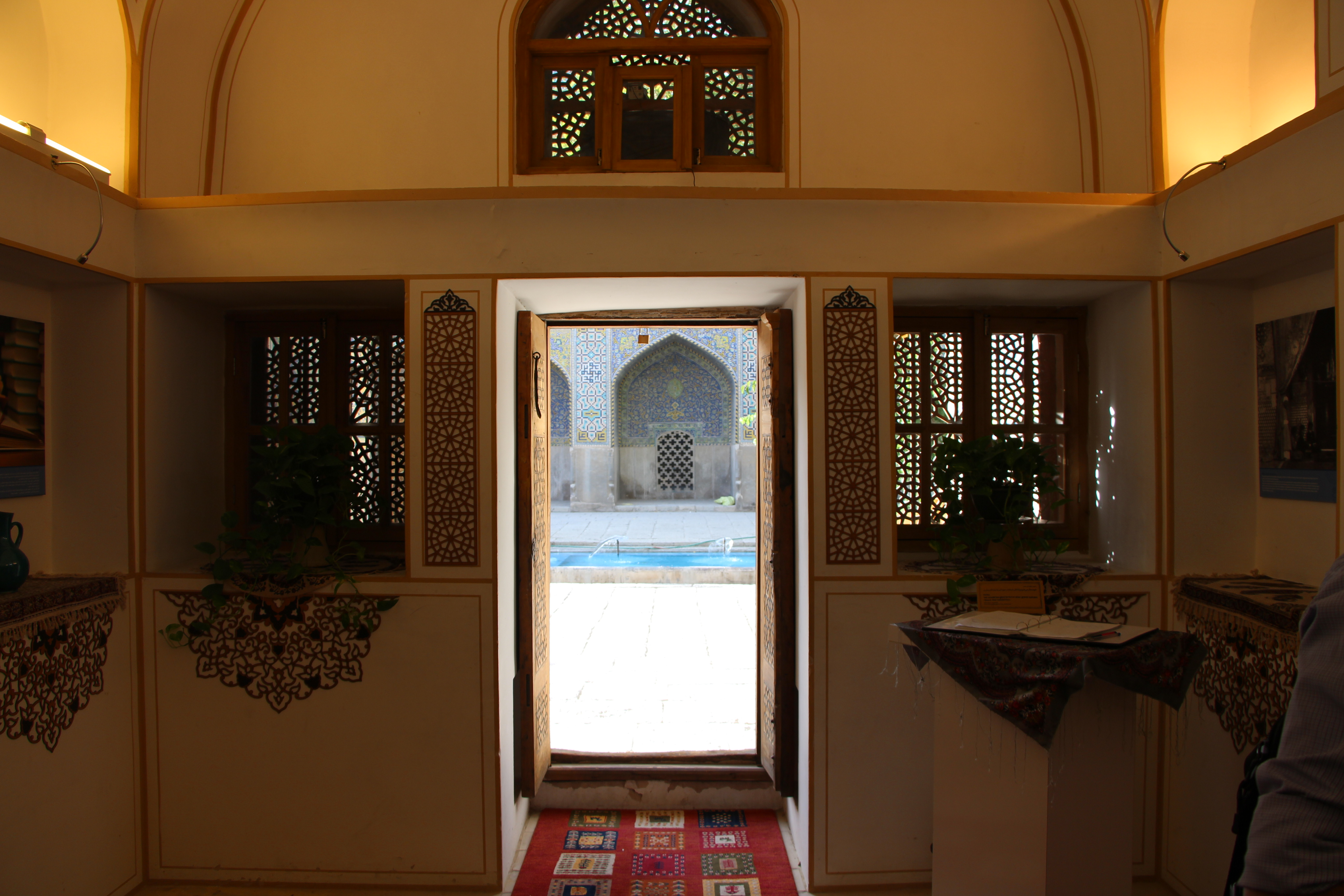
نمايي از داخل نمايشگاه مدرسه ناصريه در مسجد امام اصفهان

مدرسه علمیه ناصریه یا ناصری یا مدرسه عباسی در گوشه جنوب خاوری صحن مسجد امام اصفهان جای گرفته است. بنای نخست آن مربوط به زمان شاه عباس یکم است و در دوره شاه سلیمان تکمیل شده است. این مدرسه دارای دو ایوان در شمال خاوری و جنوب باختری است. در ضلع خاوری مدرسه چند اتاق برای زندگی طلاب ساخته شده است. کتیبه دور محراب ایوان نیز به خط ثلث سفید بر زمینه کاشی خشت لاجوردی رنگ سوره اخلاص قرآن کریم را می‌توان خواند که به قلم خوشنویس بنام محمدرضا امامی نوشته شده است. کتیبه داخل محراب به خط ثلث سفید بر زمینه کاشی لاجوردی رنگ روایت‌هایی از محمد را بیان می‌کند که ساخت آن مربوط به زمان شاه سلیمان صفوی در سال ۱۰۶۲ خورشیدی (۱۰۹۵ هجری قمری) است. این مدرسه چون در زمان ناصرالدین شاه قاجار مرمت شد به مدرسه ناصری یا ناصریه معروف شد.

## بن‌مایه
- روزنامه ایران، سه‌شنبه، ۲۳ فروردین ۱۳۹۰، سال هفدهم، شماره ۴۷۶۴